# Tóth József (nagyprépost)
Tóth József (Sorokújfalu, 1863. október 1. – Szombathely, 1936. június 16.) teológiai doktor, apátkanonok, nagyprépost. 

## Élete
Középiskolai tanulmányait Szombathelyt, a teológiát 1883–86-ban Bécsben hallgatta mint a Pázmáneum növendéke. 1886. július 14-én fölszenteltetett; segédlelkész volt Kisunyomban és Nyögérben, 1887-től hitelemző a szombathelyi püspöki elemi iskolában. 1889-ben helyettes hittanár és papnövendéki tanulmányi felügyelő. 1892-ben teológia doktor és püspöktitkár, 1893-ban zsinati vizsgáló, 1907-ben székesegyházi kanonok és a szombathelyi felsőbb leányiskola igazgatója, 1908-ban németújvári címzetes apát. 1912-ben pápóci perjel, 1919 márciusától 1921-ig püspöki helynök, 1923-ban pápai prelátus, majd 1926-ban nagyprépost lett. 1906-ban alapította meg az Úrleányok Mária Kongregációját, amit haláláig vezetett. 1905 és 1920 között a szombathelyi domonkos nővérek elemi és polgári iskolájában igazgató volt. 
Cikke a Szombathelyi Ujságban (1900. 18. sz. Vörösmarty költészete, különös tekintettel annak valláserkölcsi elemeire).

## Munkája
- Sz. beszéd sz. István király ünnepére. Mondotta a budavári koronázási templomban 1905. aug. 20. Szombathelyt.